# Хелвеция (могила)
Могилата Хелвеция е тракийска култова постройка в Долината на тракийските владетели, разкрита на 26 юли 1996 г. по време на експедицията ТЕМП, ръководена от доц. Георги Китов. Археологическият обект е част от могилния некропол Шушманец и се намира край град Шипка.

## Описание и особености

### Градеж
Гробницата в могилата Хелвеция е изградена в южната периферия на могилата. Правоъгълната гробна камера и отвореното преддверие са покрити с общ конзолен свод, направен от големи, добре обработени блокове, свързани с железни скоби, заляти с олово. Дромосът е широк и дълъг, изграден от различни по размер и обработка блокове на глинена спойка. Той е допълнително прилепен до фасадата на преддверието, което ясно се установява от закритата при неговото изграждане мазилка на фасадните стени. Стените на гробната камера и преддверието са покрити с тънък пласт щукова мазилка, която в релеф имитира зидария. Където мазилката е нарушена, се виждат многоцветни стени, което според Георги Китов индикира най-малко два периода на използване. Подовете на двете помещения, както и този на дромоса, са покрити с тънка варова мазилка. До определена височина стените са вертикални, след което имат дъговидно, двускатно покритие, прекъснато от хоризонтален пояс.

### Находки
Скелет на кон (в анатомичен порядък) е разкрит in situ в преддверието. Друг е лежал пред лицето на източното крило на дромоса. Там е намерен бронзов набузник.

### Датиране
Според паралелите с подобни артефакти от с. Оризово (община Чирпан) Георги Китов датира извършването на погребението към края на V или самото начало на IV век пр. Хр., а изграждането на комплекса поставя няколко десетилетия по-рано.